# Admiraliteit van Zeeland
De Admiraliteit van Zeeland was een van de vijf admiraliteiten die tijdens de Republiek der Zeven Verenigde Nederlanden de organisatie van de oorlogsvloot (Staatse vloot) regelden.

## Bestuur
Het bestuur van de admiraliteit lag in handen van een college, de Heren Raden ter Admiraliteit van Zeeland, vaak aangeduid als College ter Admiraliteit van Zeeland of kortweg Admiraliteitscollege van Zeeland. Het Zeeuwse college bestond in de regel uit tien leden, zeven leden namens Zeeland en drie leden uit andere gewesten, namelijk een uit Amsterdam, een uit Zuid-Holland en een uit Utrecht.
Ten aanzien van de benoeming van de eigen leden had Zeeland een afwijkende regeling weten te bewerkstelligen. Werden in de andere colleges de leden uit het eigen gewest benoemd door de Staten-Generaal van de Nederlanden, de Zeeuwse leden waren automatisch de leden van Gecommitteerde Raden van de Staten van Zeeland, het dagelijks bestuur van het gewest, die alleen maar een eed aan de Staten-Generaal hoefden af te leggen. Hiermee had Zeeland een sterke, autonome positie afgedwongen en was de invloed van de Staten-Generaal op de Zeeuwse admiraliteitszaken gering.
Van de overige drie niet-Zeeuwen in het college kwamen er twee uit Holland en één uit Utrecht. Van de Hollandse leden kwam er één uit het Noorderkwartier, die altijd door de stad Amsterdam werd geleverd, en één uit het Zuiderkwartier, afkomstig uit Delft, Dordrecht of Rotterdam. Dit laatste gebeurde aanvankelijk bij toerbeurt, vanaf 1641 voor een periode van zeven jaar.
Het College ter Admiraliteit van Zeeland vergaderde in de eerste jaren in Vlissingen aan de Beursstraat 41, later werd dit in de Abdij van Middelburg, de centrale plaats waar ook de andere Zeeuwse bestuurscolleges vergaderden. De ambtswoning van de luitenant-admiraal van Zeeland was eveneens in dit gebouwencomplex gevestigd.

## Admiraliteitswerven
De Zeeuwse admiraliteit beschikte over werfcomplexen in Middelburg, Veere, Vlissingen en Zierikzee. Hier vond de nieuwbouw, uitrusting, onderhoud en bevoorrading van de oorlogsschepen plaats. In de praktijk waren Vlissingen en Veere het belangrijkst. Vlissingen zou uitgroeien tot de belangrijkste Zeeuwse marinehaven. De aanwezigheid van de admiraliteitswerven leverde in deze plaatsen veel bedrijvigheid en werkgelegenheid op.

## Luitenant-admiraal
De hoogste rang binnen een admiraliteit was die van luitenant-admiraal. Na 1752 werd geen luitenant-admiraal meer benoemd.
- 1664-1666: Johan Evertsen (1600-1666)
- 1665-1666: Cornelis Evertsen de Oude (1610-1666)
- 1666-1684: Adriaen Banckert (gestorven: 1684)
- 1684-1706: Cornelis Evertsen de Jongste (1642-1706)
- 1707-1721: Geleyn Evertsen (1655-1721)
- 1721-1729: Maarten Barendse Boom (1663-1729)
- 1730-1745: Jan Cornelis Ockerse (1673-1745)
- 1746-1748: Hermanus Wiltschut (1672-1748)
- 1750-1752: Jacob Imanse (1684-1752)